# Волок Анатолій Михайлович
Волок Анатолій Михайлович — український політик, Президент Харківського банківського союзу. Член Народно-демократичної партії. Заступник голови ради Асоціації українських банків.

## Життєпис
Народився 13 вересня 1951 р. у м. Дніпропетровську.

### Освіта
- З 08.1968 р. — учень електрика листопрокатного цеху Дніпропетровського металургійного заводу «Комінтерн».
- У 1969—1970 рр. — лаборант.
- У 1970—1974 рр. — студент Дніпропетровського гірничого інституту. У 1974 р. закінчив Дніпропетровський гірничий інститут, інженер-електрик.
- У 1990 р. — Харківський державний університет, економіст.

### Кар'єра
- З 1974 р. — начальник КБ.
- У 1974—1977 рр. — начальник цеху.
- У 1977—1983 рр. — директор Харківської прядильно-ткацької фабрики Харківське ВО «Красная нить».
- У 1983—1990 рр. — викладач Харківського текстильного технікуму.
- У 1990—1991 рр. — заступник керівника Харківського комерційного банку.
- У 1991—1996 рр. — голова правління.
- У 1996—2001 рр. — президент АКРБ «Регіон-банк».
- З 2001 р. — голова спостережної ради Акціонерного комерційного регіонального банку «Регіон-банк».

## Політична діяльність
Був членом Політради НДП, головою Харківської обласної організації НДП.
З 02.2001 р. по 04.2002 р. — народний депутат України 3 скликання від НДП.
У листопаді 2003 р. обраний президентом Харківської банківської спілки.